# Liste des plus gros succès du box-office en Belgique
Cet article présente la liste des 50 films qui ont eu le plus d'entrées en Belgique de façon exhaustive de 1996 à juin 2010 et de façon partielle avant et après ces dates.

## Liste
Les pays producteurs dans le Top 50 :
- États-Unis : 41 films
- Royaume-Uni : 10 films
- Belgique : 7 films
- France : 6 films
- Nouvelle-Zélande : 4 films

| Rang | Titre                                               | Réalisateur                | Année | Entrées   | Pays                                                    |
| ---- | --------------------------------------------------- | -------------------------- | ----- | --------- | ------------------------------------------------------- |
| 1    | Titanic                                             | James Cameron              | 1997  | 3 353 776 | Drapeau des États-Unis                                  |
| 2    | Harry Potter à l'école des sorciers                 | Chris Columbus             | 2001  | 1 798 383 | Drapeau des États-Unis · Drapeau du Royaume-Uni         |
| 3    | Avatar                                              | James Cameron              | 2009  | 1 637 410 | Drapeau des États-Unis                                  |
| 4    | Harry Potter et la Chambre des secrets              | Chris Columbus             | 2002  | 1 605 273 | Drapeau des États-Unis · Drapeau du Royaume-Uni         |
| 5    | Harry Potter et la Coupe de feu                     | Mike Newell                | 2005  | 1 250 989 | Drapeau des États-Unis · Drapeau du Royaume-Uni         |
| 6    | Le Monde de Nemo                                    | Andrew Stanton             | 2003  | 1 243 251 | Drapeau des États-Unis                                  |
| 7    | Le Seigneur des anneaux : Le Retour du roi          | Peter Jackson              | 2003  | 1 241 487 | Drapeau des États-Unis · Drapeau de la Nouvelle-Zélande |
| 8    | Star Wars, épisode VII : Le Réveil de la Force      | J. J. Abrams               | 2015  | 1 239 573 | Drapeau des États-Unis                                  |
| 9    | Loft                                                | Erik Van Looy              | 2008  | 1 207 110 | Drapeau de la Belgique                                  |
| 10   | Pirates des Caraïbes : Le Secret du coffre maudit   | Gore Verbinski             | 2006  | 1 187 729 | Drapeau des États-Unis                                  |
| 11   | Independence Day                                    | Roland Emmerich            | 1996  | 1 162 518 | Drapeau des États-Unis                                  |
| 12   | Skyfall                                             | Sam Mendes                 | 2012  | 1 151 500 | Drapeau du Royaume-Uni · Drapeau des États-Unis         |
| 13   | Bienvenue chez les Ch'tis                           | Dany Boon                  | 2008  | 1 148 179 | Drapeau de la France                                    |
| 14   | Le Seigneur des anneaux : Les Deux Tours            | Peter Jackson              | 2002  | 1 141 250 | Drapeau des États-Unis · Drapeau de la Nouvelle-Zélande |
| 15   | L'Âge de glace 2                                    | Carlos Saldanha            | 2006  | 1 131 122 | Drapeau des États-Unis                                  |
| 16   | Sixième Sens                                        | M. Night Shyamalan         | 1999  | 1 130 500 | Drapeau des États-Unis                                  |
| 17   | Le Seigneur des anneaux : La Communauté de l'anneau | Peter Jackson              | 2001  | 1 098 744 | Drapeau des États-Unis · Drapeau de la Nouvelle-Zélande |
| 18   | Koko Flanel                                         | Stijn Coninx               | 1990  | 1 082 000 | Drapeau de la Belgique                                  |
| 19   | Le Hobbit : Un voyage inattendu                     | Peter Jackson              | 2012  | 1 072 690 | Drapeau des États-Unis · Drapeau de la Nouvelle-Zélande |
| 20   | Tarzan                                              | Kevin Lima / Chris Buck    | 1999  | 1 053 000 | Drapeau des États-Unis                                  |
| 21   | Les Minions                                         | Kyle Balda / Pierre Coffin | 2015  | 1 048 483 | Drapeau des États-Unis · Drapeau de la France           |
| 22   | Pirates des Caraïbes : Jusqu'au bout du monde       | Gore Verbinski             | 2007  | 1 039 114 | Drapeau des États-Unis                                  |
| 23   | Harry Potter et le Prisonnier d'Azkaban             | Alfonso Cuarón             | 2004  | 1 018 663 | Drapeau des États-Unis · Drapeau du Royaume-Uni         |
| 24   | Ratatouille                                         | Brad Bird                  | 2007  | 1 017 451 | Drapeau des États-Unis                                  |
| 25   | Harry Potter et les Reliques de la Mort, partie 2   | David Yates                | 2011  | 997 136   | Drapeau des États-Unis · Drapeau du Royaume-Uni         |
| 26   | Harry Potter et l'Ordre du phénix                   | David Yates                | 2007  | 979 889   | Drapeau des États-Unis · Drapeau du Royaume-Uni         |
| 27   | Intouchables                                        | E. Toledano et O. Nakache  | 2011  | 961 820   | Drapeau de la France                                    |
| 28   | Shrek 2                                             | Andrew Adamson             | 2004  | 951 124   | Drapeau des États-Unis                                  |
| 29   | Rien à déclarer                                     | Dany Boon                  | 2011  | 947 686   | Drapeau de la France · Drapeau de la Belgique           |
| 30   | Armageddon                                          | Michael Bay                | 1998  | 938 510   | Drapeau des États-Unis                                  |
| 31   | L'Âge de glace 3 : Le Temps des dinosaures          | Carlos Saldanha            | 2009  | 936 113   | Drapeau des États-Unis                                  |
| 32   | Il faut sauver le soldat Ryan                       | Steven Spielberg           | 1998  | 933 910   | Drapeau des États-Unis                                  |
| 33   | Hector                                              | Stijn Coninx               | 1987  | 933 000   | Drapeau de la Belgique                                  |
| 34   | Harry Potter et le Prince de sang-mêlé              | David Yates                | 2009  | 913 350   | Drapeau des États-Unis                                  |
| 35   | Star Wars, épisode I : La Menace fantôme            | George Lucas               | 1999  | 912 520   | Drapeau des États-Unis                                  |
| 36   | Harry Potter et les Reliques de la Mort, partie 1   | David Yates                | 2010  | 912 149   | Drapeau des États-Unis · Drapeau du Royaume-Uni         |
| 37   | Shrek le troisième                                  | Chris Miller / Raman Hui   | 2007  | 903 676   | Drapeau des États-Unis                                  |
| 38   | Les Schtroumpfs                                     | Raja Gosnell               | 2011  | 874 019   | Drapeau des États-Unis                                  |
| 39   | Le Bossu de Notre-Dame                              | Gary Trousdale / Kirk Wise | 1996  | 885 684   | Drapeau des États-Unis                                  |
| 40   | Da Vinci Code                                       | Ron Howard                 | 2006  | 850 357   | Drapeau des États-Unis                                  |
| 41   | Daens                                               | Stijn Coninx               | 1993  | 848 000   | Drapeau de la Belgique                                  |
| 42   | Le Huitième Jour                                    | Jaco Van Dormael           | 1996  | 846 101   | Drapeau de la Belgique · Drapeau de la France           |
| 43   | Gladiator                                           | Ridley Scott               | 2000  | 844 047   | Drapeau des États-Unis · Drapeau du Royaume-Uni         |
| 44   | Le Monde perdu : Jurassic Park                      | Steven Spielberg           | 1997  | 818 491   | Drapeau des États-Unis                                  |
| 45   | Meurs un autre jour                                 | Lee Tamahori               | 2002  | 817 538   | Drapeau des États-Unis · Drapeau du Royaume-Uni         |
| 46   | Ocean's Eleven                                      | Steven Soderbergh          | 2001  | 807 815   | Drapeau des États-Unis                                  |
| 47   | Astérix et Obélix : Mission Cléopâtre               | Alain Chabat               | 2002  | 804 456   | Drapeau de la France                                    |
| 48   | Les indestructibles                                 | Brad Bird                  | 2004  | 802 110   | Drapeau des États-Unis                                  |
| 49   | American Beauty                                     | Sam Mendes                 | 1999  | 801 663   | Drapeau des États-Unis                                  |
| 50   | Seven                                               | David Fincher              | 1995  | 795 000   | Drapeau des États-Unis                                  |